# Atractomorpha acutipennis
Atractomorpha acutipennis är en insektsart som först beskrevs av Guérin-Méneville 1844.  Atractomorpha acutipennis ingår i släktet Atractomorpha och familjen Pyrgomorphidae.

## Underarter
Arten delas in i följande underarter:
- A. a. acutipennis
- A. a. blanchardi
- A. a. brevis
- A. a. gerstaeckeri

## Bildgalleri

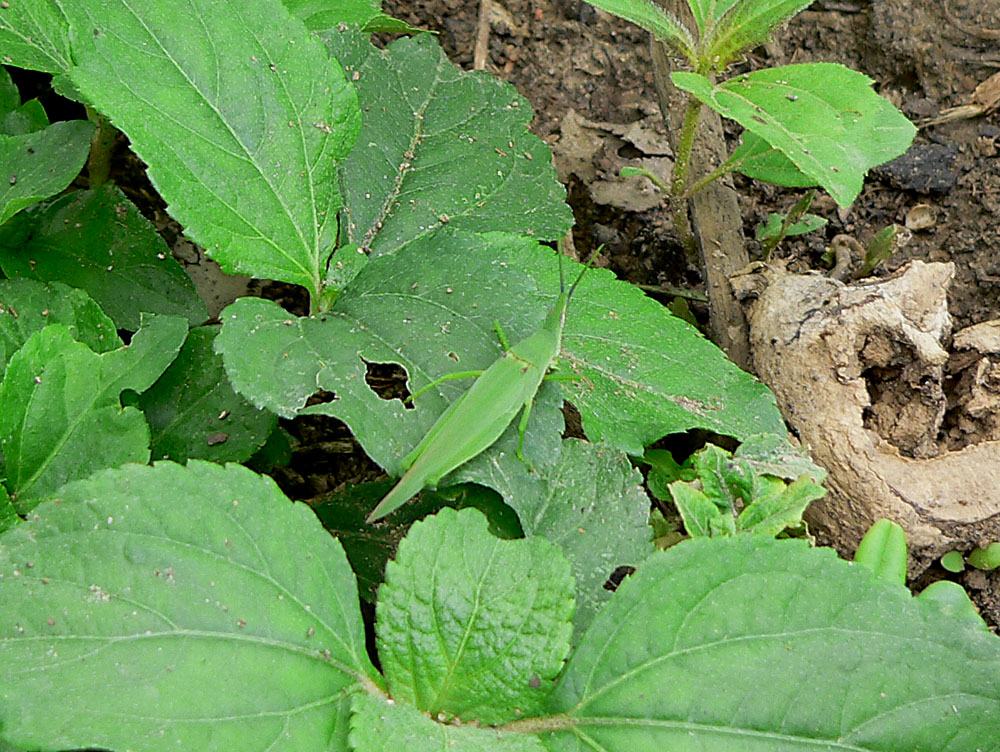